# Grande Prêmio da Austrália de 2018 (MotoGP)
O Grande Prêmio da MotoGP da Austrália de 2018 ocorreu em 28 de outubro.

## Resultados

### Classificação MotoGP
| Pos | Piloto            | Equipe                      | Moto    | Tempo     | Pontos |
| --- | ----------------- | --------------------------- | ------- | --------- | ------ |
| 1   | Maverick Viñales  | Movistar Yamaha MotoGP      | Yamaha  | 40'51.081 | 25     |
| 2   | Andrea Iannone    | Team SUZUKI ECSTAR          | Suzuki  | +1.543    | 20     |
| 3   | Andrea Dovizioso  | Ducati Team                 | Ducati  | +1.832    | 16     |
| 4   | Alvaro Bautista   | Ducati Team                 | Ducati  | +4.072    | 13     |
| 5   | Alex Rins         | Team SUZUKI ECSTAR          | Suzuki  | +5.017    | 11     |
| 6   | Valentino Rossi   | Movistar Yamaha MotoGP      | Yamaha  | +5.132    | 10     |
| 7   | Jack Miller       | Alma Pramac Racing          | Ducati  | +6.756    | 9      |
| 8   | Franco Morbidelli | EG 0,0 Marc VDS             | Honda   | +21.805   | 8      |
| 9   | Aleix Espargaro   | Aprilia Racing Team Gresini | Aprilia | +22.904   | 7      |
| 10  | Bradley Smith     | Red Bull KTM Factory Racing | KTM     | +22.940   | 6      |
| 11  | Karel Abraham     | Angel Nieto Team            | Ducati  | +34.386   | 5      |
| 12  | Danilo Petrucci   | Alma Pramac Racing          | Ducati  | +35.025   | 4      |
| 13  | Scott Redding     | Aprilia Racing Team Gresini | Aprilia | +36.348   | 3      |
| 14  | Takaaki Nakagami  | LCR Honda IDEMITSU          | Honda   | +36.389   | 2      |
| 15  | Xavier Simeon     | Reale Avintia Racing        | Ducati  | +44.214   | 1      |
| 16  | Thomas Luthi      | EG 0,0 Marc VDS             | Honda   | +48.226   | 0      |
| 17  | Jordi Torres      | Reale Avintia Racing        | Ducati  | +1'04.965 | 0      |
| 18  | Mike Jones        | Angel Nieto Team            | Ducati  | +1'19.817 | 0      |

### Classificação Moto2
| Pos | Piloto              | Equipe                      | Moto     | Tempo     | Pontos |
| --- | ------------------- | --------------------------- | -------- | --------- | ------ |
| 1   | Brad Binder         | Red Bull KTM Ajo            | KTM      | 39'23.427 | 25     |
| 2   | Joan Mir            | EG 0,0 Marc VDS             | Kalex    | +0.036    | 20     |
| 3   | Xavi Vierge         | Dynavolt Intact GP          | Kalex    | +0.949    | 16     |
| 4   | Augusto Fernandez   | Pons HP40                   | Kalex    | +0.957    | 13     |
| 5   | Luca Marini         | SKY Racing Team VR46        | Kalex    | +1.767    | 11     |
| 6   | Dominique Aegerter  | Kiefer Racing               | KTM      | +2.482    | 10     |
| 7   | Alex Marquez        | EG 0,0 Marc VDS             | Kalex    | +3.759    | 9      |
| 8   | Jesko Raffin        | SAG Team                    | Kalex    | +4.850    | 8      |
| 9   | Marcel Schrotter    | Dynavolt Intact GP          | Kalex    | +6.250    | 7      |
| 10  | Fabio Quartararo    | MB Conveyors - Speed Up     | Speed Up | +7.453    | 6      |
| 11  | Miguel Oliveira     | Red Bull KTM Ajo            | KTM      | +8.675    | 5      |
| 12  | Francesco Bagnaia   | SKY Racing Team VR46        | Kalex    | +9.725    | 4      |
| 13  | Tetsuta Nagashima   | IDEMITSU Honda Team Asia    | Kalex    | +9.787    | 3      |
| 14  | Sam Lowes           | Swiss Innovative Investors  | KTM      | +11.209   | 2      |
| 15  | Edgar Pons          | MB Conveyors - Speed Up     | Speed Up | +14.076   | 1      |
| 16  | Khairul Idham Pawi  | IDEMITSU Honda Team Asia    | Kalex    | +15.350   | 0      |
| 17  | Steven Odendaal     | NTS RW Racing GP            | NTS      | +15.396   | 0      |
| 18  | Joe Roberts         | NTS RW Racing GP            | NTS      | +23.230   | 0      |
| 19  | Simone Corsi        | Tasca Racing Scuderia Moto2 | Kalex    | +33.736   | 0      |
| 20  | Andrea Locatelli    | Italtrans Racing Team       | Kalex    | +42.324   | 0      |
| 21  | Bryan Staring       | Tech 3 Racing               | Tech 3   | +52.297   | 0      |
| 22  | Lorenzo Baldassarri | Pons HP40                   | Kalex    | +1'03.888 | 0      |

### Classificação Moto3
| Pos | Piloto                 | Equipe                    | Moto  | Tempo     | Pontos |
| --- | ---------------------- | ------------------------- | ----- | --------- | ------ |
| 1   | Albert Arenas          | Angel Nieto Team Moto3    | KTM   | 37'48.073 | 25     |
| 2   | Fabio Di Giannantonio  | Del Conca Gresini Moto3   | Honda | +0.052    | 20     |
| 3   | Celestino Vietti       | SKY Racing Team VR46      | KTM   | +0.059    | 16     |
| 4   | Tatsuki Suzuki         | SIC58 Squadra Corse       | Honda | +0.081    | 13     |
| 5   | Jorge Martin           | Del Conca Gresini Moto3   | Honda | +0.099    | 11     |
| 6   | Aron Canet             | Estrella Galicia 0,0      | Honda | +0.154    | 10     |
| 7   | Adam Norrodin          | Petronas Sprinta Racing   | Honda | +0.188    | 9      |
| 8   | Enea Bastianini        | Leopard Racing            | Honda | +0.235    | 8      |
| 9   | Jakub Kornfeil         | Redox PruestelGP          | KTM   | +0.328    | 7      |
| 10  | Ayumu Sasaki           | Petronas Sprinta Racing   | Honda | +0.406    | 6      |
| 11  | Alonso Lopez           | Estrella Galicia 0,0      | Honda | +0.575    | 5      |
| 12  | Darryn Binder          | Red Bull KTM Ajo          | KTM   | +0.889    | 4      |
| 13  | Andrea Migno           | Angel Nieto Team Moto3    | KTM   | +0.987    | 3      |
| 14  | John Mcphee            | CIP - Green Power         | KTM   | +0.989    | 2      |
| 15  | Philipp Oettl          | Sudmetal Schedl GP Racing | KTM   | +2.148    | 1      |
| 16  | Yari Montella          | SIC58 Squadra Corse       | Honda | +34.700   | 0      |
| 17  | Stefano Nepa           | CIP - Green Power         | KTM   | +34.969   | 0      |
| 18  | Nakarin Atiratphuvapat | Honda Team Asia           | Honda | +39.367   | 0      |
| 19  | Kaito Toba             | Honda Team Asia           | Honda | +48.054   | 0      |
| 20  | Vicente Perez          | Reale Avintia Academy 77  | KTM   | +48.970   | 0      |